# Regiunea Kanem
Regiunea Kanem este una dintre cele 22 unități administrativ-teritoriale de gradul I ale statului Ciad. Reședința sa este orașul Mao.